# 崔州平
崔州平（？—？），名失考，字州平，博陵郡安平县（今河北省安平县）人，東漢太尉崔烈的兒子，西河郡太守崔钧的弟弟。

## 生平
诸葛亮躬耕于南阳时，时常自比于管仲、乐毅，当时的人都对此不以为然，只有崔州平、徐庶和诸葛亮交情深厚，认为诸葛亮确实可比管、乐。

## 故居
崔州平故居位于襄阳檀溪水北面。

## 三國演義的描述
《三國演義》中，劉備在三顧茅廬時，第一次遇見了崔州平，將其誤認為諸葛亮。第二次諸葛亮則與崔州平一起出遊，使劉備沒有見到諸葛亮。